# Immortal (Michael-Jackson-Album)
Immortal ist ein postumes Remixalbum von Michael Jackson, das am 21. November 2011 von Epic Records veröffentlicht wurde. Das Album ist auch der Soundtrack zu Michael Jackson: The Immortal World Tour des Cirque du Soleil, die am 2. Oktober 2011 in Montreal startete. Immortal ist das achte Album, das seit Jacksons Tod am 25. Juni 2009 von Sony und Motown/Universal herausgegeben wurde.

## Hintergrund
Am 3. Oktober 2011 kündigte Sony Music Entertainment an, dass über 40 von Jacksons Originalaufnahmen vom Produzenten Kevin Antunes neu aufgelegt wurden. Immortal enthält eine alternative Version des Songs ABC der Jackson 5, außerdem eine Reihe von Neumischungen, wie eine Chorversion von They Don’t Care About Us. Während für die Bühnenshow über 60 Songs verwendet wurden, besteht das Album aus lediglich 20 beziehungsweise 27 ausgewählten Liedern bei der Deluxe-Version. Das Album erschien am 21. November 2011 zum Tourauftakt der Show, die 100 Shows in den 47 größten Konzerthallen der Vereinigten Staaten umfasste. Die Show wurde erst 2013 in Europa und Asien aufgeführt.

## Titelliste
| #  | Titel | Featuring                    | Produzent                                                    | Länge |
| -- | --- | ---------------------------- | ------------------------------------------------------------ | ----- |
| 1  | Workin’ Day and Night (Immortal Version)                                                                       |                              | Quincy Jones, Michael Jackson*                               | 3:36  |
| 2  | The Immortal Intro (Immortal Version)                                                                          | The Jackson 5, Janet Jackson |                                                              | 3:07  |
| 3  | Childhood (Immortal Version)                                                                                   |                              | Michael Jackson, David Foster                                | 4:35  |
| 4  | Wanna Be Startin’ Somethin’ (Immortal Version)                                                                 |                              | Quincy Jones, Michael Jackson*                               | 3:07  |
| 5  | Dancing Machine/Blame It on the Boogie (Immortal Version)                                                      | The Jackson 5; The Jacksons  | The Jacksons                                                 | 4:49  |
| 6  | This Place Hotel (Immortal Version)                                                                            | The Jacksons                 | The Jacksons                                                 | 2:08  |
| 7  | Smooth Criminal (Immortal Version)                                                                             |                              | Quincy Jones, Michael Jackson*                               | 1:59  |
| 8  | Dangerous (Immortal Version)                                                                                   |                              | Teddy Riley, Michael Jackson                                 | 2:41  |
| 9  | The Jackson 5 Medley: I Want You Back/ABC/The Love You Save (Immortal Version)                                 | The Jackson 5                | The Corporation                                              | 3:45  |
| 10 | Speechless/Human Nature (Immortal Version)                                                                     |                              | Michael Jackson, Quincy Jones                                | 3:18  |
| 11 | Is It Scary/Threatened (Immortal Version)                                                                      | Rockwell, 50 Cent            | Jimmy Jam & Terry Lewis, Michael Jackson                     | 5:05  |
| 12 | Thriller (Immortal Version)                                                                                    |                              | Quincy Jones                                                 | 3:32  |
| 13 | You Are Not Alone/I Just Can’t Stop Loving You (Immortal Version)                                              | Siedah Garrett               | R. Kelly, Michael Jackson, Quincy Jones                      | 6:07  |
| 14 | Beat It/State of Shock (Immortal Version)                                                                      | The Jacksons, Mick Jagger    | Michael Jackson, Quincy Jones                                | 3:09  |
| 15 | Jam (Immortal Version)                                                                                         | Heavy D                      | Michael Jackson, Teddy Riley, Bruce Swedien                  | 2:37  |
| 16 | Planet Earth/Earth Song (Immortal Version)                                                                     |                              | Michael Jackson, David Foster, Bill Bottrell*                | 4:04  |
| 17 | They Don’t Care About Us (Immortal Version)                                                                    |                              | Michael Jackson                                              | 3:36  |
| 18 | I’ll Be There (Immortal Version)                                                                               | The Jackson 5                | Hal Davis                                                    | 1:53  |
| 19 | Immortal Megamix: Can You Feel It/Don’t Stop ’Til You Get Enough/Billie Jean/Black or White (Immortal Version) | The Jacksons                 | The Jacksons / Quincy Jones, Michael Jackson / Bill Bottrell | 9:08  |
| 20 | Man in the Mirror (Immortal Version)                                                                           |                              | Quincy Jones, Michael Jackson*                               | 4:17  |

(*) Co-Produzent

## Musikstil
Die Originalkompositionen erfuhren von Musikdesigner Kevin Antunes eine Neuinterpretation, die sich vor allem an den Spannungskurven der originalen Show des Zirkusunternehmens Cirque du Soleil orientiert, dementsprechend der Choreografie auf der Bühne Rechnung trägt. Antunes mischte seltene Aufnahmen verschiedener Konzerte oder Auftritte, so beispielsweise ein Versprecher bei der Klavierbegleitung zu I’ll Be There mit den Originalkompositionen und wählte auch ältere Motown-Stücke aus Jacksons Repertoire. Die Lieder wurden zudem digital remastert.

## Chartplatzierungen
Das Album erreichte mehrere Chartplatzierungen in verschiedenen Länder unter anderem Platz 24 in den US-amerikanischen Billboard 200, wo es 13 Wochen in den Charts verblieb.
| ChartsChartplatzierungen       | Höchstplatzierung | Wochen |
| ------------------------------ | ----------------- | ------ |
| Deutschland (GfK)              | 23 (2 Wo.)        | 2      |
| Österreich (Ö3)                | 29 (2 Wo.)        | 2      |
| Schweiz (IFPI)                 | 17 (5 Wo.)        | 5      |
| Vereinigtes Königreich (OCC)   | 165 (1 Wo.)       | 1      |
| Vereinigte Staaten (Billboard) | 24 (13 Wo.)       | 13     |

| ChartsJahrescharts (2012)      | Platzierung |
| ------------------------------ | ----------- |
| Vereinigte Staaten (Billboard) | 174         |

## Rezeption
Jens Bauszus von Focus Online empfahl das Album lediglich eingefleischten Fans des verstorbenen Künstlers:

„Auf Platte entfalten die neu überarbeiteten Versionen aber keine magische Wirkung. Trotz digital überarbeitetem Klang fühlt man sich eher an eine Auswahl von Maxi-Singles-B-Seiten aus den 80er-Jahren erinnert. Das kann durchaus spannend klingen, so wie bei den frisch aufpolierten Anfangstakten von ‚Dangerous‘ oder auch ‚Thriller‘. In der Summe wirken die Neuaufnahmen aber ermüdend wenn nicht gar irritierend, wenn an manchen Stellen plötzlich unvorhergesehen Spannungselemente aufpoppen, die perfekt zur Zirkusshow passen, aber mit dem Original nichts mehr zu tun haben.“

Randall Roberts vergab auf der Music-Blog-Seite der Los Angeles Times zweieinhalb von vier Sternen. Wie bei ähnlichen Produktionen, so zum Beispiel dem Beatles-Album Love, ist es vor allem der Mixtape-ähnliche Charakter, der es dem Zuhörer schwer mache, die Musik losgelöst von den Bildern zu betrachten. Immortal wäre zudem etwas kitschiger als die Beatles-Interpretation.
Auch Stephen Thomas Erlewine von Allmusic (zwei von fünf Sternen) bemängelt den Charakter des Albums. So würde Antunes die Lieder nicht neu interpretieren und rekontextualisieren, sondern versuche vor allem Hit-Medleys zu fabrizieren, die sich vor allem auf die Hookline konzentrieren. Auch er bezweifelt den Sinn des Albums und bezeichnet es als „unnötig“.